# 온양온천초등학교
온양온천초등학교는 대한민국 충청남도 아산시 온천동에 있는 공립 초등학교이다.

## 학교 연혁
| 1930년 | 8월 22일  | 온양신정공립보통학교 개교(설립인가 3월 18일)                             |  |
| 1938년 | 4월 1일   | 온양신정공립심상소학교 개편                                              |  |
| 1941년 | 4월 1일   | 온양신정공립국민학교 개편                                                |  |
| 1950년 | 6월 1일   | 온양온천국민학교 개칭                                                    |  |
| 1955년 | 4월 1일   | 온양천도국민학교 분리                                                    |  |
| 1972년 | 11월 20일 | 온양동신국민학교 분리                                                    |  |
| 1996년 | 3월 1일   | 온양온천초등학교로 개칭                                                  |  |
| 2013년 | 2월 15일  | 제83회 졸업장 수여식(총 졸업생 수 27,947명)                              |  |
| 2013년 | 3월 1일   | 초등학교 28학급(특수학급 2학급 포함)                                     |  |
| 2013년 | 3월 1일   | 유치원 3학급 인가                                                        |  |
| 2015년 | 2월 13일  | 제85회 졸업식(135명/총 졸업생 수 28,229명)                               |  |
| 2015년 | 3월 1일   | 유치원 특수학급(사랑반) 증설                                             |  |
| 2015년 | 3월 2일   | 초등학교 27학급(특수학급 2학급 포함)                                     |  |
| 2015년 | 3월 2일   | 유치원 4학급 인가(특수학급 1학급 포함)                                   |  |
| 2017년 | 2월 8일   | 제87회 졸업식(125명/총 졸업생 수 28,481명)                               |  |
| 2017년 | 3월 2일   | 초등학교 24학급(특수학급 2학급 포함)                                     |  |
| 2017년 | 3월 2일   | 유치원 4학급(특수학급 1학급 포함)                                        |  |
| 2018년 | 2월 8일   | 제88회 졸업식(115명/총 졸업생 수 28,596명)                               |  |
| 2018년 | 3월 2일   | 초등학교 22학급(특수학급 2학급 포함) / 유치원 4학급(특수학급 1학급 포함) |  |

## 참고 자료
- 온양온천초등학교 - 한국교육학술정보원 학교알리미